# Кивистёнсалми
Ки́вистёнса́лми (фин. Kivistönsalmi) — река в России, протекает по территории Каменногорского городского поселения Выборгского района Ленинградской области. Длина реки — 1,6 км.
Река берёт начало из озера Мелководного на высоте 10,1 м над уровнем моря и далее течёт в южном направлении по заболоченной местности.
Впадает в озеро Луговое на высоте 9,0 м над уровнем моря.
Населённые пункты на реке отсутствуют.
Код объекта в государственном водном реестре — 01040300212002000009563.